# 패트리스 러셴
패트리스 러셴(Patrice Rushen, 1954년 9월 30일 ~ )은 미국의 재즈 피아니스트, R&B 가수, 작곡가, 음악 프로듀서이다.